# Jakob Klatzkin
Jakob Klatzkin, również jako Yakov/Jakub Klaczkin (ur. 3 października 1882 w Berezie, zm. 26 marca 1948 w Vevey) – filozof, wydawca, publicysta.

## Życiorys
Urodził się 3 października 1882 w Berezie Kartuskiej w rodzinie rabina Elijaha ben Naftali Herc Klaczkina. Zdobył wykształcenie talmudyczne pod kierunkiem ojca oraz w jesziwach na Litwie. Studiował filozofię we Frankfurcie n. Menem i w Marburgu; doktoryzował się w Bernie (1912). Był uczniem Hermanna Cohena. Po zakończeniu studiów powrócił do Niemiec i zaczął pisać do żydowskich gazet, m.in. do „Ha-Sziloach”; był wydawcą pisma Organizacji Syjonistycznej „Die Welt” (1909–1911), szwajcarskiego „Bulletin Juif” (1915–1918) oraz w Heidelbergu „Freie Zionistische Blätter” (1921–1922). W latach 1912–1915 pracował w Biurze Naczelnym Żydowskiego Funduszu Narodowego (Keren Kaj(j)emet le-Israel, fundusz powstał w celu nabywania ziemi w Palestynie i zagospodarowywania jej). Wraz z Nachumem Goldmanem był współzałożycielem berlińskiego wydawnictwa Eszkol (1923) oraz współinicjatorem wydawania Encyclopaedia Judaica (t. 1–10, 1928–1934) i hebrajskiej encyklopedii Enciklopedja Israelit (t. 1–2, 1929–1932). Encyklopedia prezentowała prace wszystkich ówczesnych czołowych żydowskich myślicieli i uczonych. Opublikowano dziesięć tomów w języku niemieckim i dwa tomy w języku hebrajskim.
Po dojściu Adolfa Hitlera do władzy wyemigrował do Szwajcarii, a następnie do Stanów Zjednoczonych. Wykładał w College of Jewish Studies w Chicago. Interesował się Baruchem Spinozą, przełożył na hebrajski Etykę Spinozy.
Znany był ze swojej nacjonalistycznej i świeckiej ideologii syjonistycznej; uważał, że jedynym miejscem, w którym Żydzi powinni mieszkać, jest ich własny kraj. Odrzucał ideę, że Żydzi są „narodem wybranym”. Uważał, że podstawowym celem syjonizmu jest odzyskanie Ziemi Izraela. Zwolenników asymilacji uważał za „zdrajców judaizmu”. Krytykował Achada ha-Ama za pogląd, że moralność jest kluczem do wyjątkowości Izraela. Uważał, że etyka jest uniwersalna, a nie przynależna do konkretnego narodu. Utrzymywał, że duchowa definicja judaizmu zaprzeczała wolności myśli i prowadzi do narodowego szowinizmu. Uważał, że państwo żydowskie nie ma realizować żadnej misji mesjanistycznej czy kolonialnej, a zamiast tego powinno realizować syjonizm terytorialny – jako ruch narodowowyzwoleńczy i państwowotwórczy, jako kierunek kulturalny i społeczny.

## Publikacje
- Otzar Munahim ha’Philosophim (Philosophy Terms), 4 vols. (Berlin)
- Baruch Spinoza, Hermann Cohen, and Crayim (Berlin)
- Mishnat Rishonim, a philosophical anthology (Berlin)
- Shkiyatahayim, philosophical discussions (printed in Berlin)
- Truhmim, Zutot, and Mishnat Ahonim, and Tavim
- Krisis und Entscheidung im Judentum (Berlin, 1921)
- Probleme des modernen Judentums (Berlin, 1918; Berlin, 1930)[7]
- Hermann Cohen (Berlin, 1919)
- Der Erkenntnistrieb als Lebens und Todesprinzip (Zurich, 1935)
- German Encyclopaedia Judaica

Źródło: JewAge.